# Władca Pierścieni (trylogia filmowa)
Władca Pierścieni (ang. The Lord of the Rings) – trzyczęściowe dzieło filmowe z gatunku fantasy nakręcone w oparciu o powieść J.R.R. Tolkiena pod tym samym tytułem. Reżyserem filmu jest Peter Jackson, który wraz ze swoją żoną Frances Walsh i Philippą Boyens napisał także scenariusz.
Niemal wszystkie sceny powstały w czasie osiemnastu miesięcy ciągłej produkcji w plenerach Nowej Zelandii. Skorzystano również z pomocy 10 000 nowozelandzkich kibiców krykieta, którzy w przerwie jednego z meczów pomogli przy nagraniu odgłosów armii orków.

## Części trylogiiWładca Pierścieni
- Władca Pierścieni: Drużyna Pierścienia (ang. The Lord of the Rings: The Fellowship of the Ring) – światowa premiera w grudniu 2001
- Władca Pierścieni: Dwie wieże (ang. The Lord of the Rings: The Two Towers) – światowa premiera w grudniu 2002
- Władca Pierścieni: Powrót króla (ang. The Lord of the Rings: The Return of the King) – światowa premiera w grudniu 2003

Każda część miała specjalną, rozszerzoną wersję reżyserską, zawierającą dodatkowe sceny. Wszystkie części w wersji rozszerzonej trwają łącznie 683 minuty.

## Fabuła
Wszystkie trzy części opowiadają o Wojnie o Pierścień z mitologii Śródziemia oraz o związanej z nią wędrówce hobbita Froda Bagginsa do Mordoru, opisanych w powieści Władca Pierścieni J.R.R. Tolkiena. Frodo musi zniszczyć tytułowy Pierścień, a dokonać tego można tylko w Szczelinach Zagłady. W tym samym czasie Władca Ciemności, Sauron, rozpętuje wojnę, pragnąc odzyskać Pierścień – przedmiot, którego brakuje mu, by stać się niepokonanym.
Mimo że film został nakręcony na podstawie dzieła Tolkiena, odstąpiono od wiernego odwzorowania książki. Zrezygnowano z niektórych wątków i postaci, takich jak Tom Bombadil, Upiory Kurhanów czy Ghân-buri-Ghân, a niektóre wątki, przede wszystkim historię miłości Aragorna i Arweny, znacznie rozwinięto. Poza tym przesunięto w czasie niektóre ważniejsze wydarzenia, np. przekucie Narsila czy śmierć Sarumana.

## Władca Pierścieniw liczbach
- Ekipa składała się z ok. 2400 filmowców.
- Podczas trwania całej produkcji zatrudniono ponad 20 600 statystów .
- Specjalnie na potrzeby filmów stworzono ok. 48 000 rekwizytów (w tym 900 prawdziwych zbroi i 100 mieczy).
- W największej scenie bitewnej wzięło udział 250 koni.
- Zatrudniono 180 specjalistów od efektów specjalnych.
- Uszyto 19 000 kostiumów dla aktorów i statystów przez 50 pracowników działu garderoby.
- 30 aktorów uczyło się fikcyjnych języków Śródziemia, stworzonych przez Tolkiena.
- Na całym świecie film zarobił ok. 2 916 596 544 dolarów.
- 114 aktorów brało udział w nagrywaniu dialogów.
- Ostateczne wyprodukowanie wszystkich części zajęło 7 lat.
- Łączny czas trwania filmów to 683 minuty (11 godzin i 23 minuty).
- Specjaliści wybierali odpowiednie plenery przez 2 lata poprzedzające rozpoczęcie produkcji.
- Przy kręceniu scen z Cienistogrzywym (ang. Shadowfax) – wierzchowcem czarodzieja Gandalfa, użyto dwóch różnych koni rasy andaluzyjskiej.
- Ponad 150 rzemieślników pracowało przy tworzeniu różnego rodzaju budowli i makiet dla filmu.

## Nagrody

### Oscary
Wszystkie 3 części zostały w sumie 30 razy nominowane do Oscarów, z czego udało im się zdobyć 17 statuetek. Władca Pierścieni: Powrót króla wraz z Titanikiem i Ben-Hurem zdobył najwięcej Nagród Akademii Filmowej w historii kina, aż 11. Ale tylko film Petera Jacksona otrzymał nagrody w każdej z kategorii, w której był nominowany.
- efekty wizualne – Drużyna Pierścienia, Dwie wieże, Powrót króla
- charakteryzacja – Drużyna Pierścienia, Powrót króla
- muzyka filmowa – Drużyna Pierścienia, Powrót króla
- zdjęcia – Drużyna Pierścienia
- efekty dźwiękowe – Dwie wieże
- film fabularny – Powrót króla
- kierownictwo artystyczne – Powrót króla
- kostiumy – Powrót króla
- montaż – Powrót króla
- piosenka filmowa – Powrót króla („Into the West” – Annie Lennox)
- reżyseria – Powrót króla
- scenariusz adaptowany – Powrót króla
- Sound Mixing – Powrót króla

### Złoty Glob

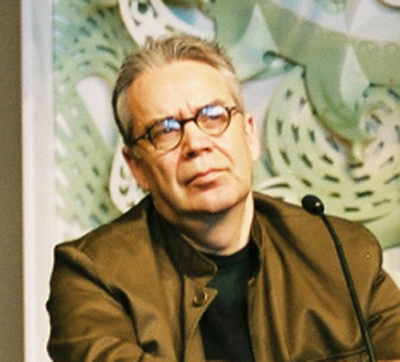
Howard Shore

- Best Motion Picture-Drama – Powrót króla
- Best Director – Powrót króla (Peter Jackson)
- Best Original Score-Motion Picture – Powrót króla
- Best Original Song-Motion Picture – Powrót króla (Howard Shore, Frances Walsh, Annie Lennox)

### Nagroda Hugo
- Dramatic Presentation – Drużyna Pierścienia, Dwie wieże (Long Form), Powrót króla (Long Form)

### Nagroda Grammy
- Best Score Soundtrack Album For A Motion Picture, Television Or Other Visual Media – Drużyna Pierścienia, Dwie wieże, Powrót króla (Howard Shore, John J. Kurlander)
- Best Song Written For A Motion Picture, Television Or Other Visual Media – Powrót króla („Into The West” – Annie Lennox, Frances Walsh, Howard Shore)

### Nagroda Saturn[1]

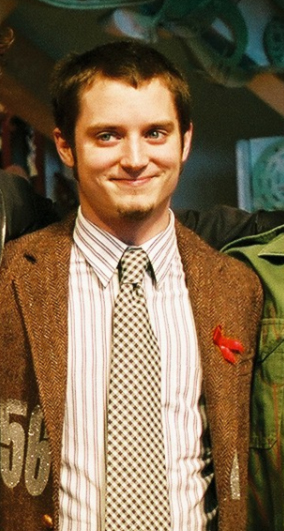
Elijah Wood

Nagrody za Drużynę Pierścienia przyznano w 2002 roku, za Dwie wieże w 2003 roku, a za Powrót króla w 2004 roku.
- Best Fantasy Film (film fantasy) – Drużyna Pierścienia, Dwie wieże, Powrót króla
- Best Actor (aktor w roli pierwszoplanowej) – Powrót króla (Elijah Wood)
- Best Supporting Actor (aktor w roli drugoplanowej) – Drużyna Pierścienia (Ian McKellen jako Gandalf), Dwie wieże (Andy Serkis jako Smeagol), Powrót króla (Sean Astin jako Sam Gamgee)
- Best Direction (reżyseria) – Dwie wieże (Peter Jackson), Powrót króla (Peter Jackson)
- Best Writing (scenariusz) – Powrót króla (Fran Walsh i Philippa Boyens)
- Best Music (muzyka) – Powrót króla (Howard Shore)
- Best Make-up (charakteryzacja) – Dwie wieże (Peter Owen i Peter King), Powrót króla (Richard Taylor i Peter King)
- Best Costume (kostiumy) – Dwie wieże (Trisha Biggar, Ngila Dickson i Richard Taylor), Powrót króla (Penny Rose)
- Best Special Effects (efekty specjalne) – Powrót króla (Jim Rygiel, Joe Letteri, Randall William Cook i Alex Funke)
- Best DVD Special Edition Release (wydanie specjalne na DVD) – Drużyna Pierścienia (wersja rozszerzona), Dwie wieże (wersja rozszerzona)

### MTV Movie Awards
- w 2003 roku w kategorii „Best virtual creature” (najlepsza rola wirtualna) – Gollum